# Mansonia bonneae
Mansonia bonneae är en tvåvingeart som beskrevs av Edwards 1930. Mansonia bonneae ingår i släktet Mansonia och familjen stickmyggor. Inga underarter finns listade i Catalogue of Life.